# Jody et le Faon
Pour plus de détails, voir Fiche technique et Distribution.
Jody et le Faon (The Yearling) est un film américain réalisé par Clarence Brown, sorti en 1946 et tiré du roman Jody et le faon (The Yearling) écrit en 1946 par Marjorie Kinnan Rawlings.

## Synopsis
Jody est un jeune fils unique et solitaire qui vit avec ses parents dans une région rurale de Floride, aux États-Unis. Un jour, alors qu'il chasse avec son père, ce dernier tue une biche accompagnée de son petit. Désireux de recueillir le faon orphelin, Jody arrive à convaincre ses parents, particulièrement sa mère au tempérament difficile. Mais au fil des mois, l'animal devient de plus en plus incontrôlable et détruit les cultures de la ferme. Jody doit alors se rendre à l'évidence et accepter une décision douloureuse.  

## Fiche technique
- Titre : Jody et le Faon
- Titre original : The Yearling
- Réalisation : Clarence Brown
- Scénario : Paul Osborn d'après le roman Jody et le faon (The Yearling) de Marjorie Kinnan Rawlings (1946)
- Production : Sidney Franklin
- Société de production : MGM
- Musique : Herbert Stothart
- Photographie : Arthur E. Arling, Charles Rosher et Leonard Smith
- Montage : Harold F. Kress
- Direction artistique : Cedric Gibbons et Paul Groesse
- Décors : Edwin B. Willis
- Costumes : Valles et Irene
- Pays d'origine : États-Unis
- Langue : anglais
- Format : couleur (Technicolor) - son : Mono (Western Electric Sound System)
- Genre: drame
- Durée : 128 min
- Dates de sortie : 
  - États-Unis : 18 décembre 1946 première Los Angeles
  - France : 12 janvier 1949

## Distribution
- Gregory Peck  (V.F : Maurice Dorléac) : Ezra 'Penny' Baxter
- Jane Wyman (V.F : Sylvie Deniau) : Orry Baxter
- Claude Jarman Jr. (V.F : Jacques Delvigne) : Jody
- Chill Wills (V.F : Robert Dalban) : Buck Forrester
- Clem Bevans : Pa Forrester
- Margaret Wycherly (V.F : Cécile Dylma) : Ma Forrester
- Henry Travers (V.F : Paul Ville) : M. Boyles
- Forrest Tucker (V.F : Serge Nadaud) : Lem Forrester
- Donn Gift : Fodderwing

Acteurs non crédités :
- Arthur Hohl (V.F : Alfred Argus) : Arch Forrester
- Houseley Stevenson (V.F : Henri Crémieux) : M. Ranger